# Asianopis labangan
Espèce
Synonymes
- Deinopis labangan Barrion-Dupo & Barrion, 2018

Asianopis labangan est une espèce d'araignées aranéomorphes de la famille des Deinopidae.

## Distribution
Cette espèce est endémique de Mindanao aux Philippines,. Elle se rencontre vers Labangan.

## Description
La femelle holotype mesure 16,10 mm et le mâle paratype 15,04 mm

## Systématique et taxinomie
Cette espèce a été décrite sous le protonyme Deinopis labangan par Barrion-Dupo et Barrion en 2018. Elle est placée dans le genre Asianopis par Chamberland, Agnarsson, Quayle, Ruddy, Starrett et Bond en 2022.

## Étymologie
Son nom d'espèce lui a été donné en référence au lieu de sa découverte, Labangan.

## Publication originale
- Barrion-Dupo & Barrion, 2018 : « Discovery of the family Deinopidae from the Philippines, with descriptions of three new species of Deinopis Macleay, 1839. » Philippine Entomologist, vol. 31, no 1, p. 1-23 (texte intégral).